# Pavo (Georgia)
Pavo – miasto w Stanach Zjednoczonych, w stanie Georgia, w hrabstwie Brooks.